# Bālimela
Bālimela är en ort i Indien.   Den ligger i distriktet Malkangiri och delstaten Odisha, i den centrala delen av landet, 1 300 km söder om huvudstaden New Delhi. Bālimela ligger 210 meter över havet och antalet invånare är 12 008.
Terrängen runt Bālimela är kuperad norrut, men söderut är den platt. Runt Bālimela är det ganska tätbefolkat, med 80 invånare per kvadratkilometer. Bālimela är det största samhället i trakten. I omgivningarna runt Bālimela växer huvudsakligen savannskog.